# Shintarō Arakawa
Pour les articles homonymes, voir Arakawa (homonymie).
Shintarō Arakawa (荒川 慎太郎, Arakawa Shintarō), né en mai 1971 est un linguiste japonais spécialiste de la langue morte tangoute.

## Biographie
Arakawa est diplômé de la faculté de lettres de l'université de Kyoto en 1995 puis soutient sa thèse de doctorat en 2002. Depuis 2003, il enseigne à l'université de Tokyo des études étrangères, puis au titre de professeur associé depuis 2007.
Arakawa est spécialiste dans l'étude de la langue tangoute, notamment la phonologie tangoute et la reconstruction de la prononciation des caractères tangoutes. En 2006, il a coédité un dictionnaire tangut-russe-anglais-chinois avec Evgenij Ivanovich Kychanov, pour lesquels il a fourni les lectures tangoute reconstruites. Il a également publié un certain nombre d'études de textes bilingues tangouto-tibétains.

## Publications
- 1997. Seikago tsūin jiten 西夏語通韻字典 [Tangut Rhyme Dictionary]; in Gengogaku Kenkyū言語学研究 [Linguistic Research] 16: 1–153.
- 1999. Kazō taion shiryō kara mita Seikago no seichō 夏藏対音資料からみた西夏語の声調 [A Study on Tangut Tones from Tibetan Transcriptions]; in Gengogaku Kenkyū 言語学研究 [Linguistic Research] 17–18: 27-44.
- 2001. Seikago no kyakuin ni mirareru inbo ni tsuite 'San shi shu ming yan ji wen' shoshū seikagoshi 西夏語の脚韻に見られる韻母について―『三世属明言集文』所収西夏語詩 [About the rhymes in Tangut verses: Reanalysis of Tangut rhyming poetry in San shi shu ming yan ji wen]; dans Kyōto daigaku gengogaku kenkyū 京都大学言語学研究 [Linguistic Research of the Kyoto University] 20: 195–224.
- 2002.  Seika-bun Kongō-kyō no kenkyū [Étude de la version tangoute du Vajracchedikā Prajñāpāramitā]. D. Litt dissertation. Université de Kyoto.
- 2003. Tokyō daigaku shozō Seikabun danpen ni tsuite - Seikago yaku 'Daichidoron' danpen 東京大学所蔵西夏文断片について - 西夏語訳『大智度論』断片 [Tangut Fragments preserved in the University of Tokyo—The Tangut Version of the Mahāprajñāpāramitopadeśa]; in Kyōto daigaku gengogaku kenkyū 京都大学言語学研究 [Linguistic Research of the Kyoto University] 22: 379–390.
- 2006. avec E. I. Kychanov.  Словарь тангутского (Си Ся) языка: тангутско-русско-англо-китайский словарь [Dictionnaire Tangoute-Russe-Anglais-Chinois]. Kyoto: Faculté de Lettres, université de Tokyo.
- 2008.  Daiē toshokan shozō Ka-Zō taion shiryō Or. 12380/3495 ni tsuite 大英図書館所蔵夏蔵対音資料Or. 12380/3495 について [Fragments bouddhistes tangoutes avec transcriptions en tibétain : Or. 12380/3495 preserved in British Library]; in Kyōto daigaku gengogaku kenkyū 京都大学言語学研究 [Kyoto University Linguistic Research] 27: 203–212.
- 2012.  On the Tangut Verb Prefixes in 'Tiancheng Code'; in Irina Popova (ed.), Тангуты в Центральной Азии: сборник статей в честь 80-летия проф. Е.И.Кычанова [Tanguts in Central Asia: a collection of articles marking the 80th anniversary of Prof. E. I. Kychanov] pp. 58–71. Moscow: Oriental Literature.   (ISBN 978-5-02-036505-6)
- 2012.  Re-analysis of 'Tangut-Tibetan' Phonological Materials; in Nathan W. Hill (ed.), Medieval Tibeto-Burman Languages IV. Brill, 2012.   (ISBN 9789004232020)

## Source de la traduction
- (en) Cet article est partiellement ou en totalité issu de l’article de Wikipédia en anglais intitulé « Shintarō Arakawa » (voir la liste des auteurs).